# Live-cd
En live-cd er en cd-rom, som en pc kan startes fra. Ofte er en live-cd indrettet, så systemet kan bruges helt uden computerens harddisk benyttes. Da man ikke kan skrive ændringer på cd'en, må alle filer, som skal ændres kopieres til ram og bruges der. Sammenlignet med et system installeret på en harddisk er en live-cd langsom at arbejde med, men til demonstration af et system er det en god løsning.
For at kunne starte fra en live-cd, skal pc'ens BIOS være indstillet til at forsøge at starte (boote) fra cd-drevet. Herefter bootes CD-ROM'en. Når styresystemet er sat i gang, kan resten af live-cd'en læses med de muligheder som styresystemet stiller til rådighed.
Når filer skal kunne redigeres, oprettes en ramdisk, som udstiller en del af computeren ram som et filsystem. Når ramdisken er oprettet kopieres de relevante filer til den, og ramdisken aktiveres, så den udgør en del af det generelle filsystem. Alle Unix-lignende systemer har denne mulighed.
Nogle Linux-distributioner består af en live-cd, og de fleste har en installations-cd, som kan startes på samme måde.

## Kort liste over live-cd'er
BSD:
- DragonFly BSD
- FreeSBIE (Baseret på FreeBSD)
- Frenzy mini-cd (Baseret på FreeBSD)
- OliveBSD, OpenBSD-baseret live-cd med IceWM og ROX-filer
- RedBSD

Linux:
- Auditor – En live-cd indeholdene utallige sikkerhedsværktøjer
- Basilisk Linux. Baseret på Red Hat
- Gentoo LiveCD
- Knoppix – Den "originale" linux-live-cd. Meget komplet og nem for begyndere. (Baseret på Debian)
- Mandriva
- NimbleX – En sub 200MB live-cd Baseret på Slackware
- PCLinuxOS
- SuSE Live-cd
- Ubuntu

Microsoft Windows:
- BartPE (Windows 2000/XP/2003)
- 911 Rescue CD (Windows NT/2000/XP/2003)
- Ultimate Boot CD for Windows (Windows XP)
- Live CD Windows – LiveCD bygget på Windows – god til at fjerne virus og spyware